# I Can't Let Maggie Go
I Can't Let Maggie Go est une chanson du groupe pop britannique Honeybus sortie en 1968.
Écrite par le membre du groupe Pete Dello, elle sort en single et ne fait partie d'aucune album.
La chanson, de style baroque pop, est entrée dans le Top 20 international, atteignant la 13e place en Nouvelle-Zélande et la 11e en Irlande. C'est au Royaume-Uni qu'elle connait son plus grand succès, atteignant la huitième place du UK Singles Chart.

## Classements

### Hebdomadaire
| Classement (1968)                | Position |
| -------------------------------- | -------- |
| Irlande (Irish Singles Chart)    | 11       |
| Pays-Bas (Single Top 100)        | 5        |
| New Zealand (Listener)           | 13       |
| UK (The Official Charts Company) | 8        |

### Annuel
| Classement (1968) | Place |
| ----------------- | ----- |
| UK                | 100   |

## Reprises
I Can't Let Maggie Go est incluse dans les derniers albums de compilation du groupe, Honeybus at Their Best et Old Masters Hidden Treasures.
Dans les années 1970, la chanson est utilisée comme jingle publicitaire télévisé pour « Nimble », un pain produit pour les personnes voulant maigrir.
Le 16 septembre 1975 à 6 heures du matin, I Can't Let Maggie Go lance la nouvelle station de radio commerciale de Bradford, « Pennine 235 ». Le disc-jockey de la première émission matinale est Steve Merike.
La chanson est également un succès du Top 10 en Italie, avec une version de 1968 réalisée par Equipe 84, intitulée Un angelo blu et par The Shinings.
Une reprise de 1969 par The Birds atteint la 4e place à Perth, en Australie.
I Can't Let Maggie Go est aussi reprise par J. Vincent Edwards (en) en 1974, ainsi que par les Sideburns en 1993. David Essex a inclus sa propre version sur l' album de compilation de 2005, The Complete Collection.